# Nazanin Afshin-Jam

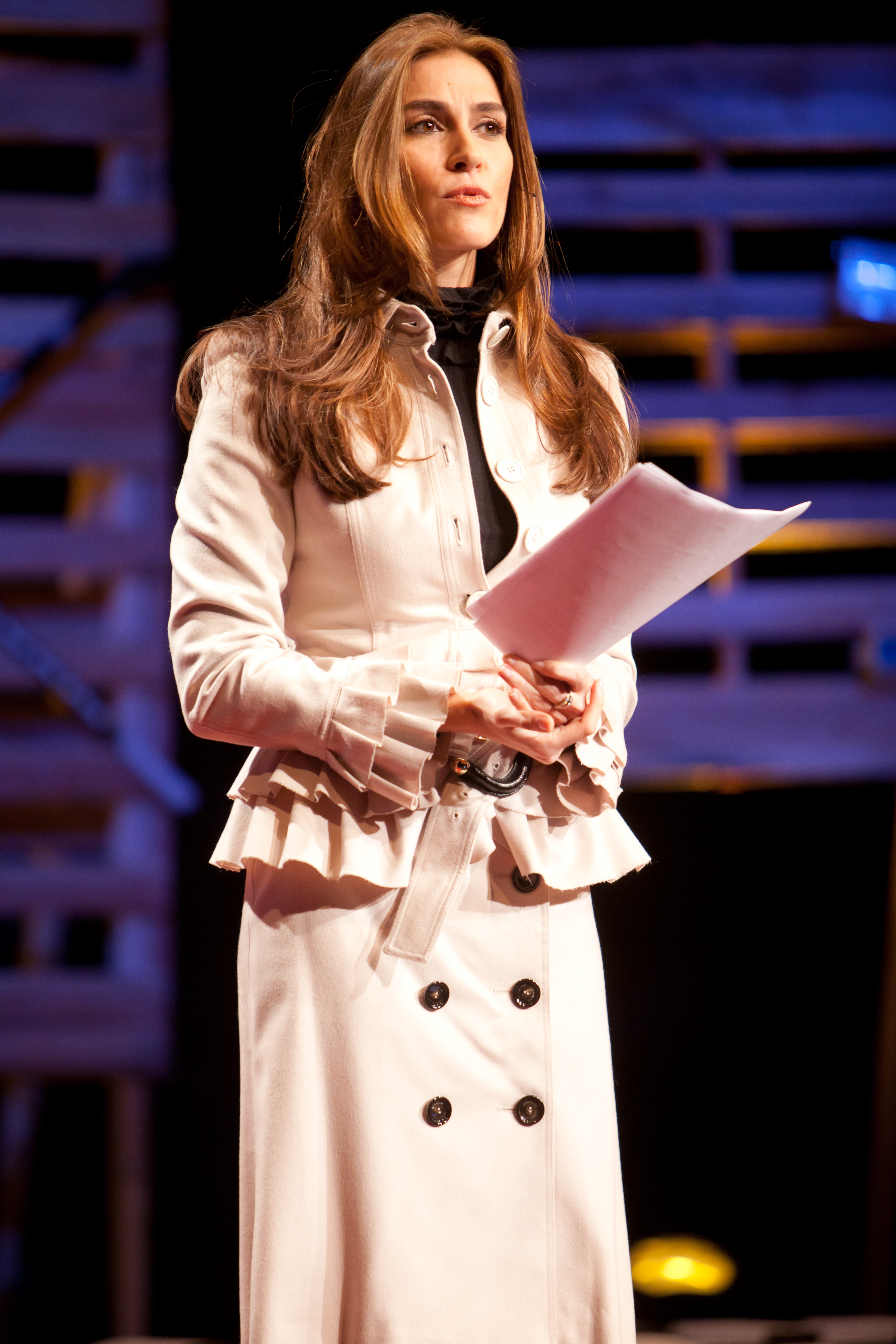
Nazanin Afshin-Jam, Vancouver 2010.

Nazanin Afshin-Jam (persiska: نازنین افشین جم), född 1979 i Teheran, Iran, är en iransk-kanadensisk människorättsaktivist, låtskrivare, fotomodell och skådespelare. Hon utsågs till Miss Canada 2003 och blev rankad tvåa i Miss Universum-tävlingen samma år. Hon flyttade till Kanada med sin familj 1981. Hon har en examen i statsvetenskap vid University of British Columbia.